# Галузо, Илларион Григорьевич
Илларион Григорьевич Галу́зо (1899—1977) — паразитолог, академик АН КазССР (1946).

## Биография
Родился 27 марта (8 апреля) 1899 года в бывшей деревне Даргейки (ныне — Сенненский район, Витебская область, Белоруссия).
В 1926 году окончил Ленинградский ветеринарный институт.
В 1926 — 1930 годах заведовал отделом Среднеазиатского НИИ ветеринарии. В 1933 году окончил аспирантуру ИЗАН.
Старший научный сотрудник Таджикской базы АН СССР (1930—1933).
В 1946 году участвовал в создании АН КазССР, где был академиком-секретарём до 1951 года.
Заведующий лабораторией Института зоологии АН КазССР (1946—1977).
Скончался 10 октября 1977 года, похоронен на Центральном кладбище Алма-Аты.

### Семья
Брат — Галузо, Пётр Григорьевич.

## Награды и премии
- Сталинская премия третьей степени (1951) — за научный труд в 4 томах «Кровососущие клещи Казахстана» (1946—1949)
- орден Ленина
- орден Трудового Красного Знамени
- орден «Знак Почёта»
- медали
- Почётные грамоты Верховного Совета КазССР
- Золотая медаль имени академика Е. Н. Павловского.

## Основные научные работы
Труды по фауне, экологии и мерам борьбы с клещами — переносчиками болезней животных.
- Кровососущие клещи Казахстана. В 5-ти томах. Алма-Ата, 1946—1953.
- Токсоплазмоз животных. Алма-Ата, 1965.
- Диагностика токсоплазмоза. Алма-Ата, 1971.
- Жизненный цикл токсоплазм. Алма-Ата, 1974.